# 朗萨克 (上比利牛斯省)
朗萨克（法語：Lansac，法語發音：[lɑ̃sak] ⓘ）是法国上比利牛斯省的一个市镇，属于塔布区。

## 地理
朗萨克（43°13'23"N, 0°9'52"E）面积3.87 平方千米，位于法国奧克西塔尼大區上比利牛斯省，该省份为法国西南部内陆省份，北至热尔省，西接大西洋比利牛斯省，南与西班牙接壤，东临上加龙省。
与朗萨克接壤的市镇（或旧市镇、城区）包括：拉斯拉德、巴尔巴藏代巴、莱斯普埃、桑佐。

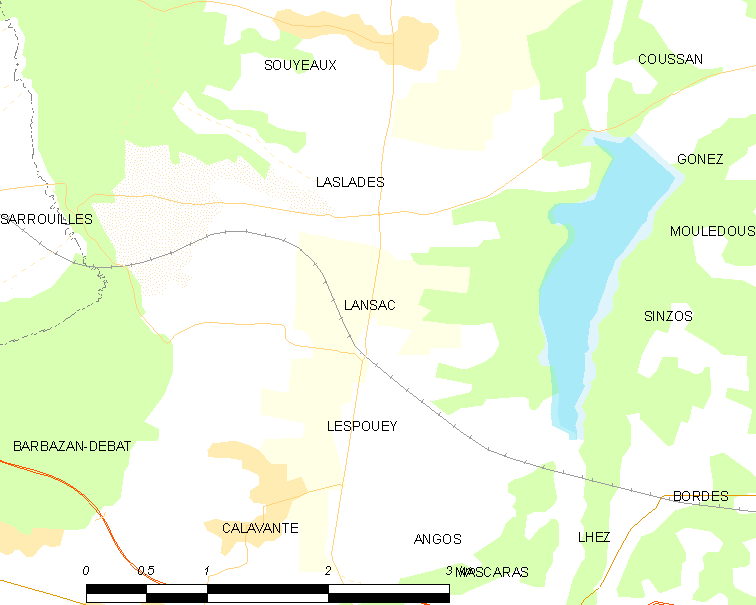
的OSM定位图

朗萨克的时区为UTC+01:00、UTC+02:00（夏令时）。

## 行政
朗萨克的邮政编码为65350，INSEE市镇编码为65259。

## 政治
朗萨克所属的省级选区为山丘县。

## 人口

1962-2008年间人口变化图示

朗萨克于2022年1月1日时的人口数量为181人。